# Flavors Of Entanglement Tour

## Introducción
Alanis comenzó la gira de su estrenado álbum el 31 de mayo en el Rock In Rio de Lisboa, de Portugal. No era la primera vez que presentaba los temas de su nuevo álbum, pero sí daba comienzo a una gira de conciertos durante el verano por Europa para luego terminar por EE.UU. y Canadá.

## Tour dates
| FECHA                    | CIUDAD          | ESTADO | LUGAR                    |
| ------------------------ | --------------- | ------ | ------------------------ |
| United States            |                 |        |                          |
| 18 de septiembre de 2008 | Charlottesville | VA     | Charlottesville Pavilion |

## Banda
- Alanis Morissette - Vocals